# Pentagone (La Roche-sur-Yon)
Pour les articles homonymes, voir pentagone (homonymie).
Le Pentagone[réf. nécessaire] de La Roche-sur-Yon est le plus vaste ensemble urbanistique napoléonien au monde avec une surface de 115 hectares — contre 25 pour la partie napoléonienne de Pontivy. Sa création date de 1804.
En effet, le 25 mai, Napoléon Bonaparte décrète le transfert du chef-lieu de la Vendée de Fontenay-le-Comte au petit bourg de 500 âmes qu'était La Roche-sur-Yon, ce pour pacifier le département encore meurtri par les guerres de Vendée.
Un plan géométrique pentagonal avec des rues tirées au cordeau à l'image des villes romaines est dessiné par les architectes et urbanistes afin d'intégrer la vallée de l'Yon au futur tissu urbain, pour faciliter la création d'un port.
La ville est organisée autour d'une vaste esplanade civique de 2,8 hectares, la place Napoléon, d'où partent quatre routes qui sillonnent en étoile le département de la Vendée.
L'architecture est très majoritairement néo-classique dans cette ville qui est la première ville nouvelle française du XIXe siècle. La ville a été conçue comme une ville des Lumières : tout était prévu pour que la culture, l'éducation, les loisirs, etc., puissent avoir leur place au sein d'une ville construite sans artifices architecturaux notables

## Galerie de photos

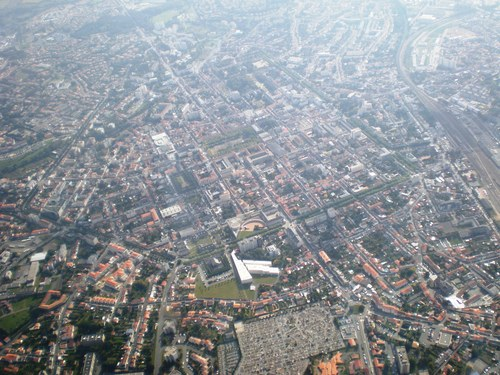
Vue actuelle du pentagone
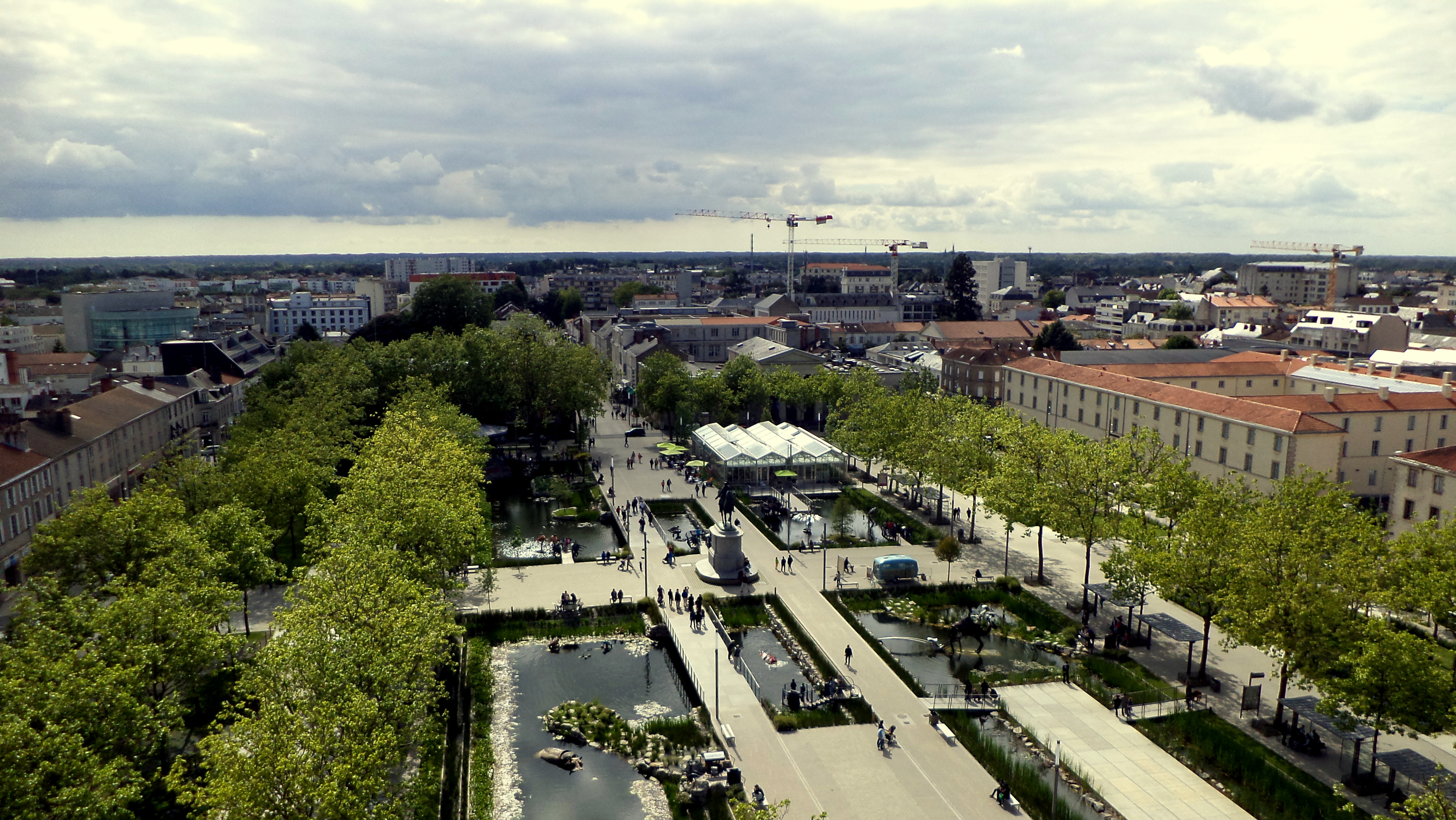
Vue actuelle de la place Napoléon depuis l'église
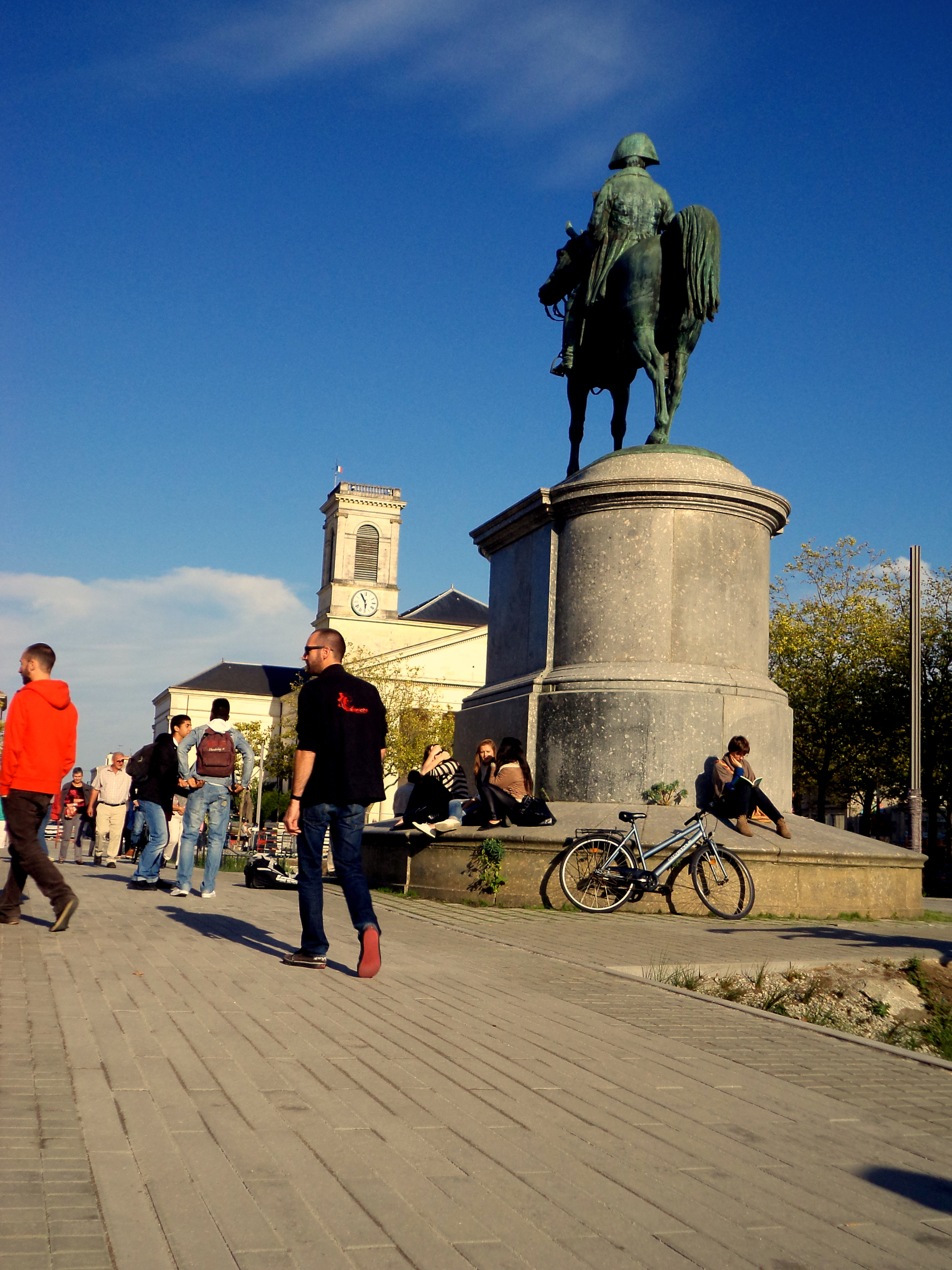
Vue actuelle de la place Napoléon
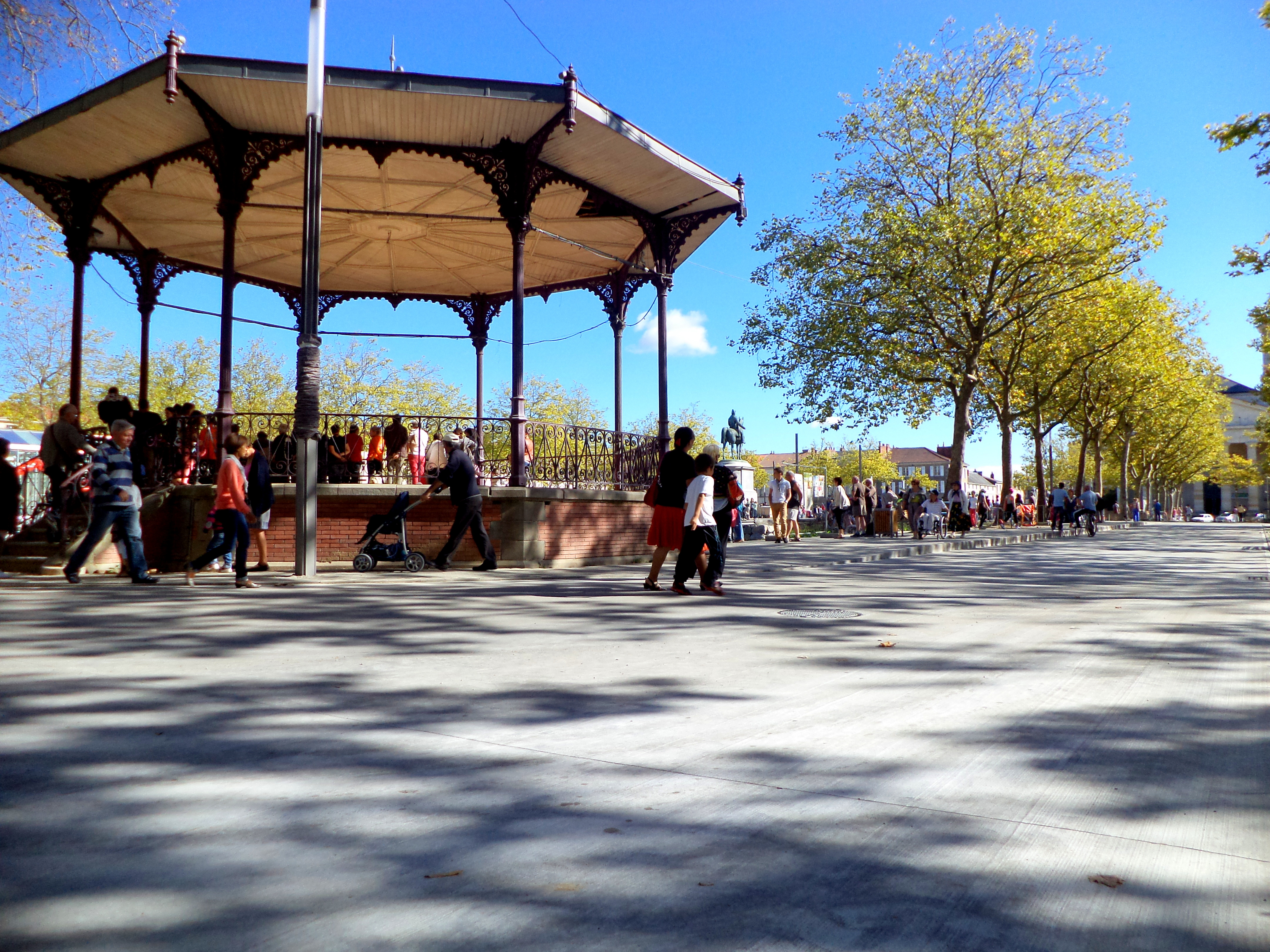
Place Napoléon, voie bus et kiosque
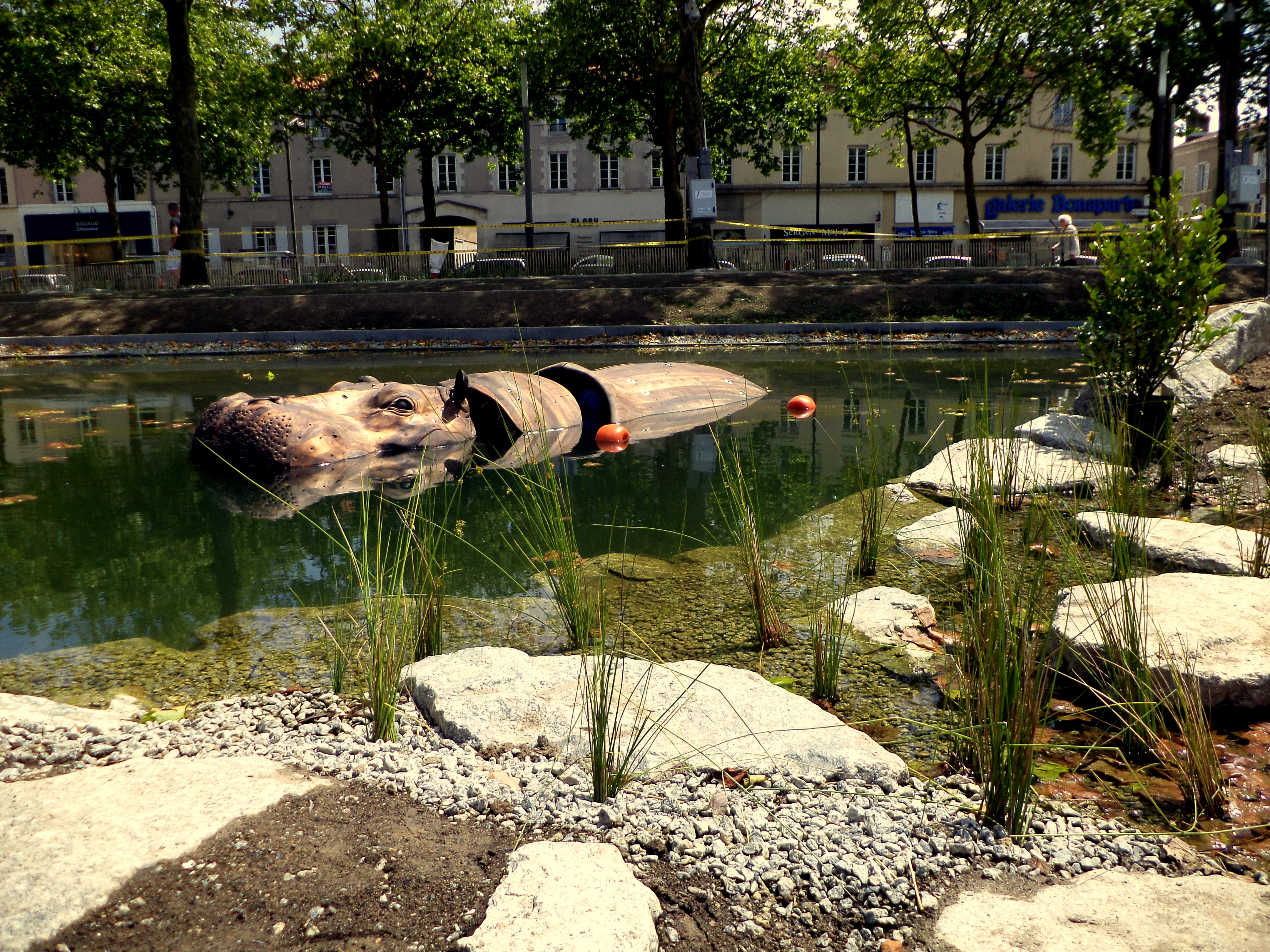
Hippopotame des animaux de la Place Napoléon
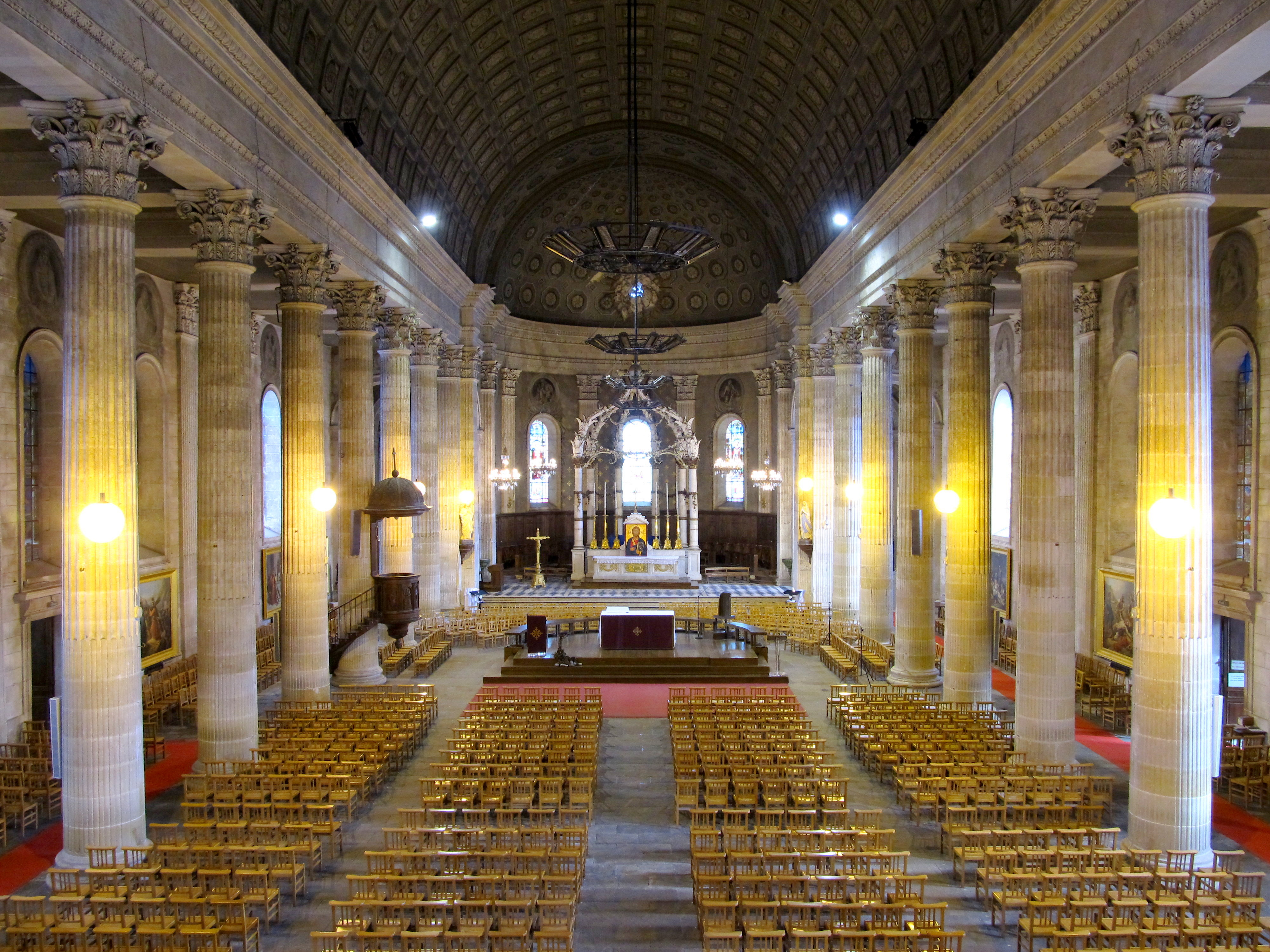
Église Saint-Louis depuis l’orgue
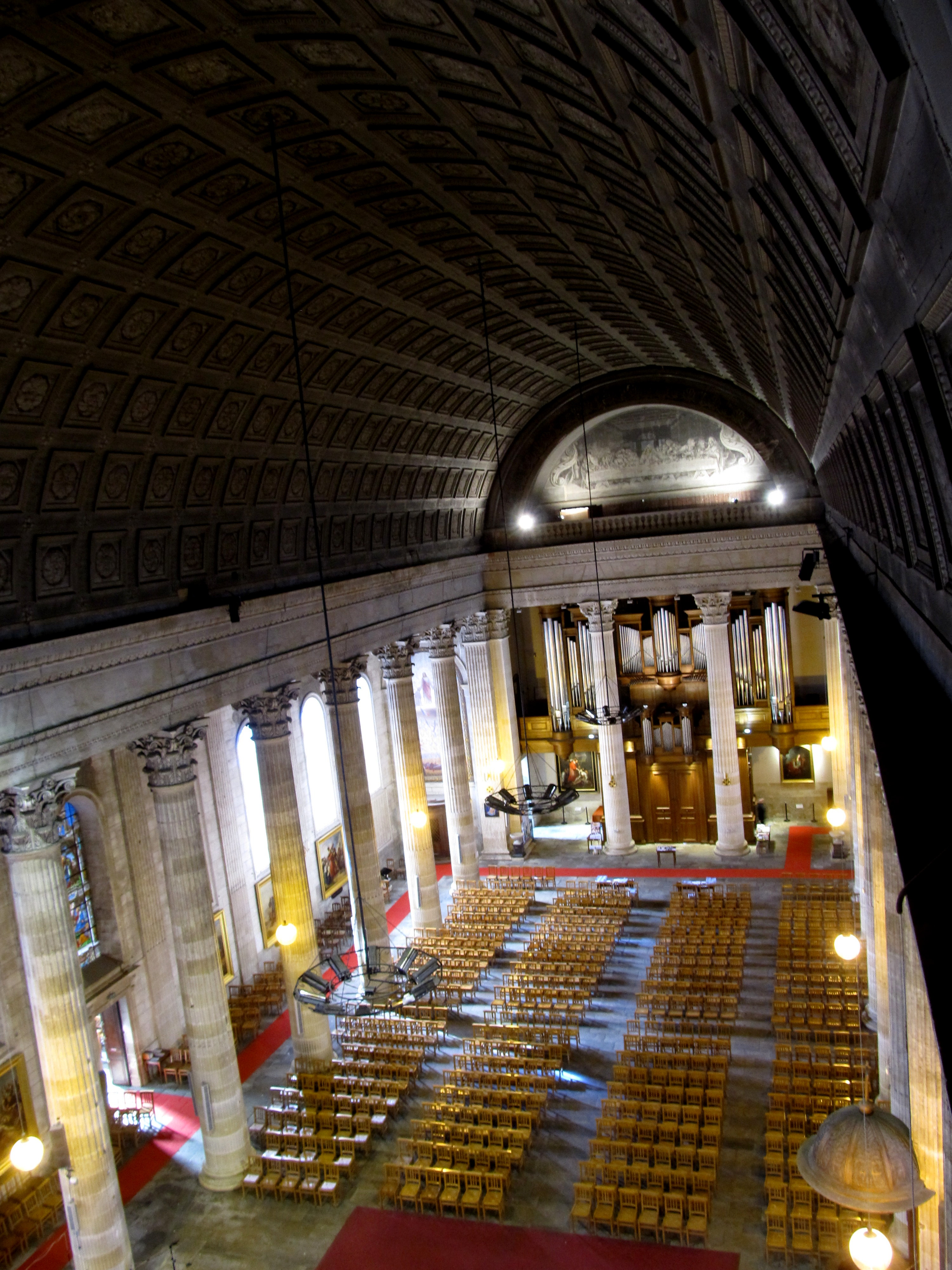
Église Saint-Louis depuis la voûte
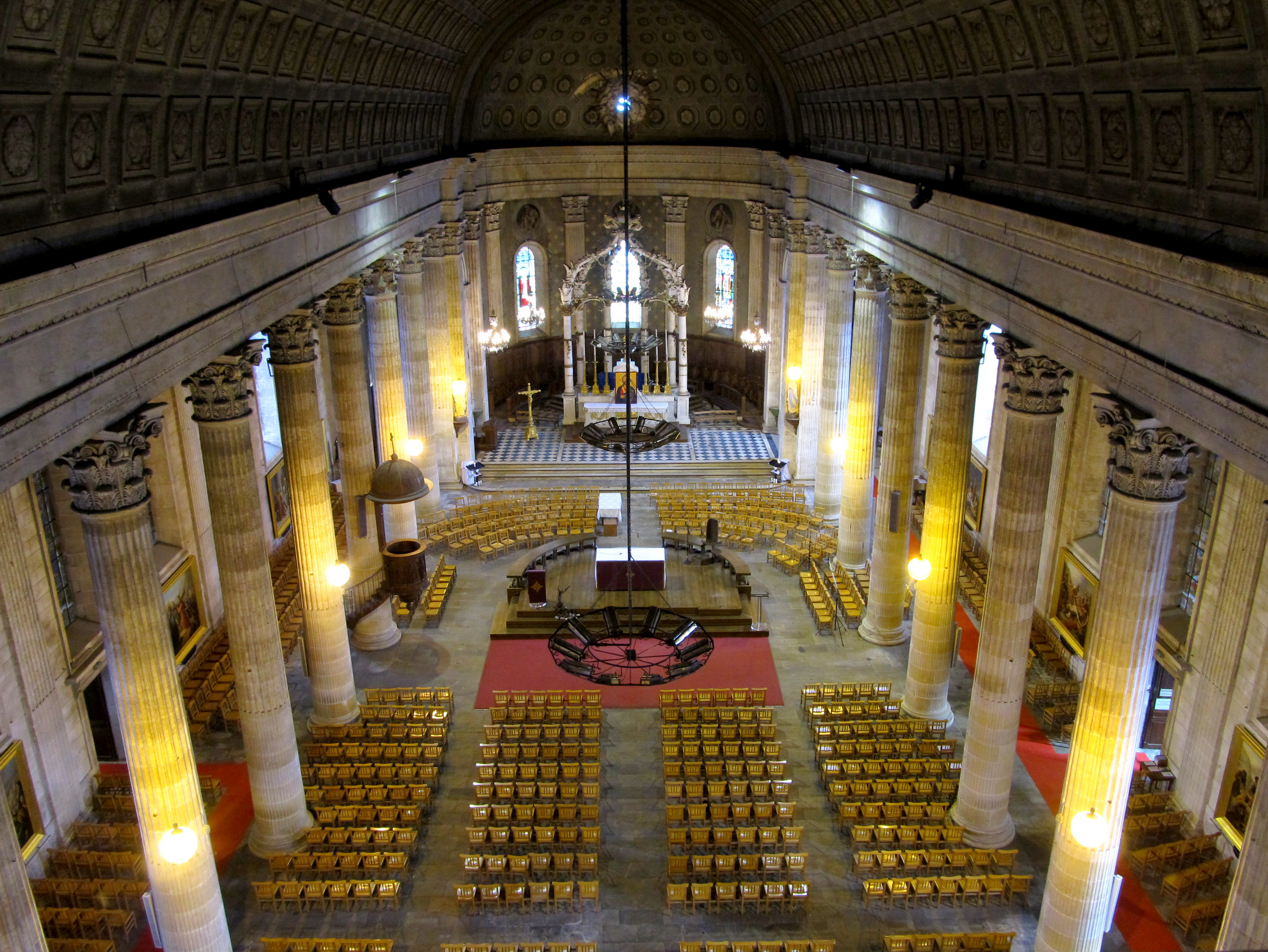
Église Saint-Louis depuis la tribune supérieure
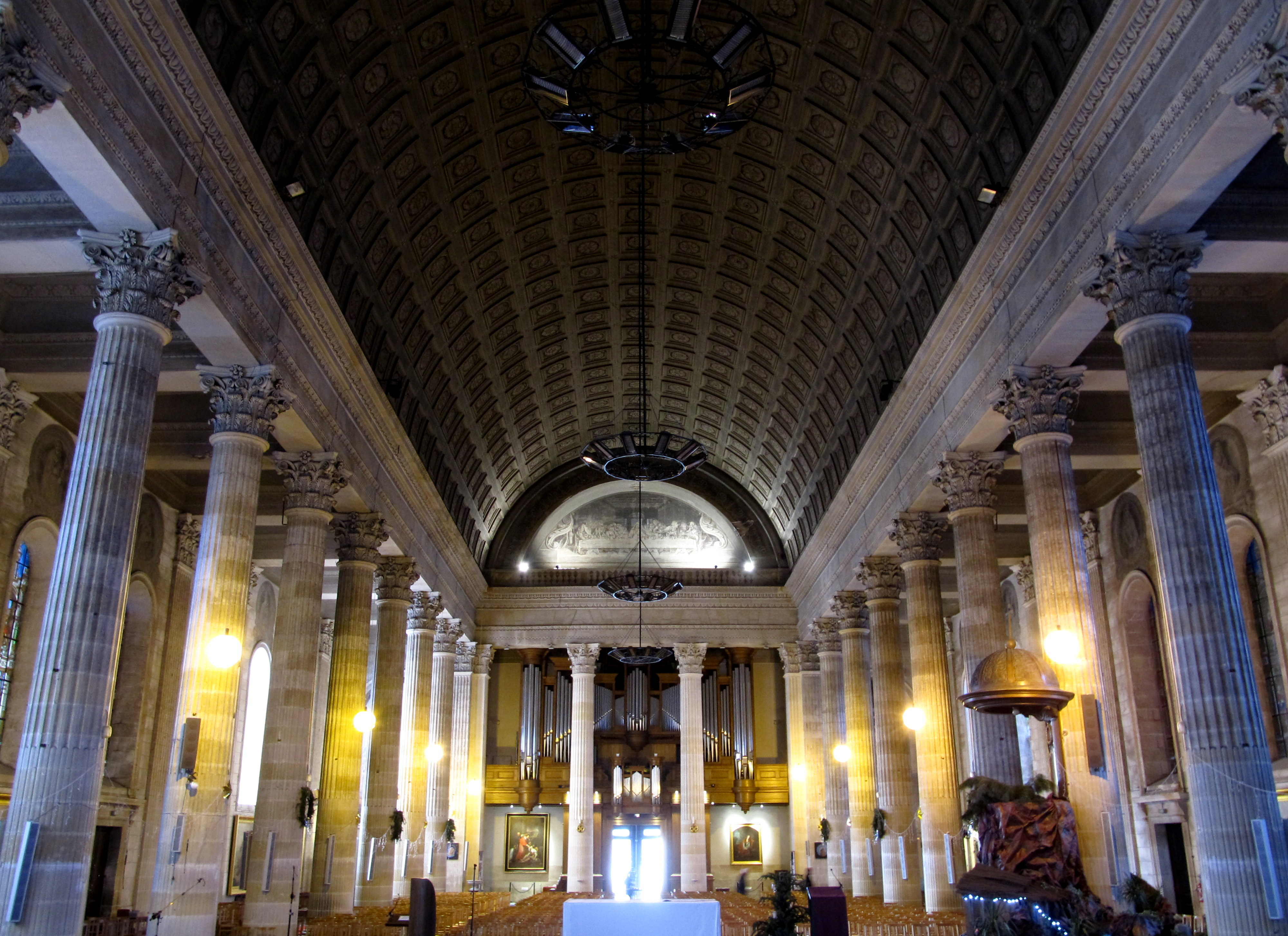
Église Saint-Louis depuis le chœur
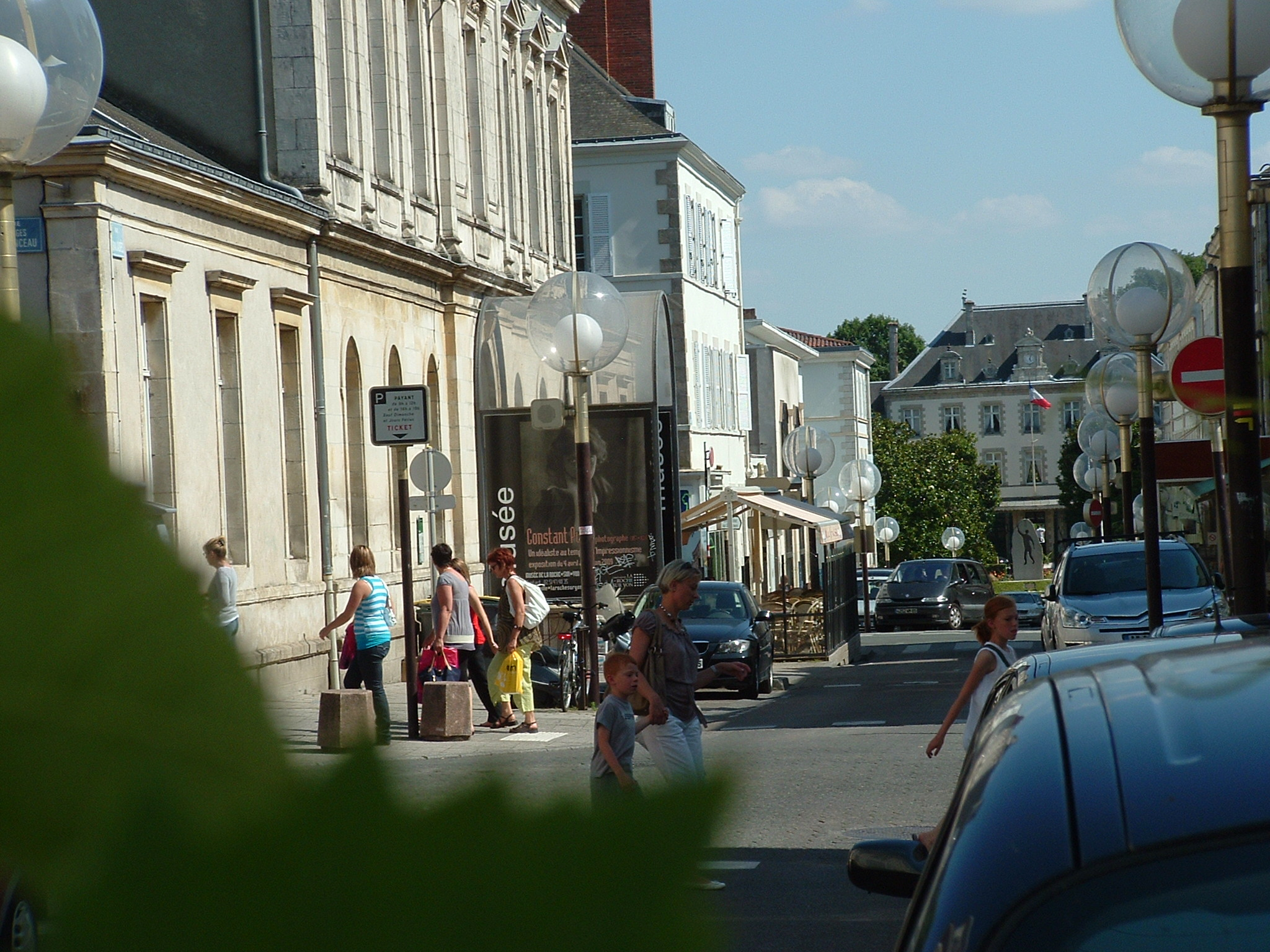
Vue d'une rue du pentagone napoléonien
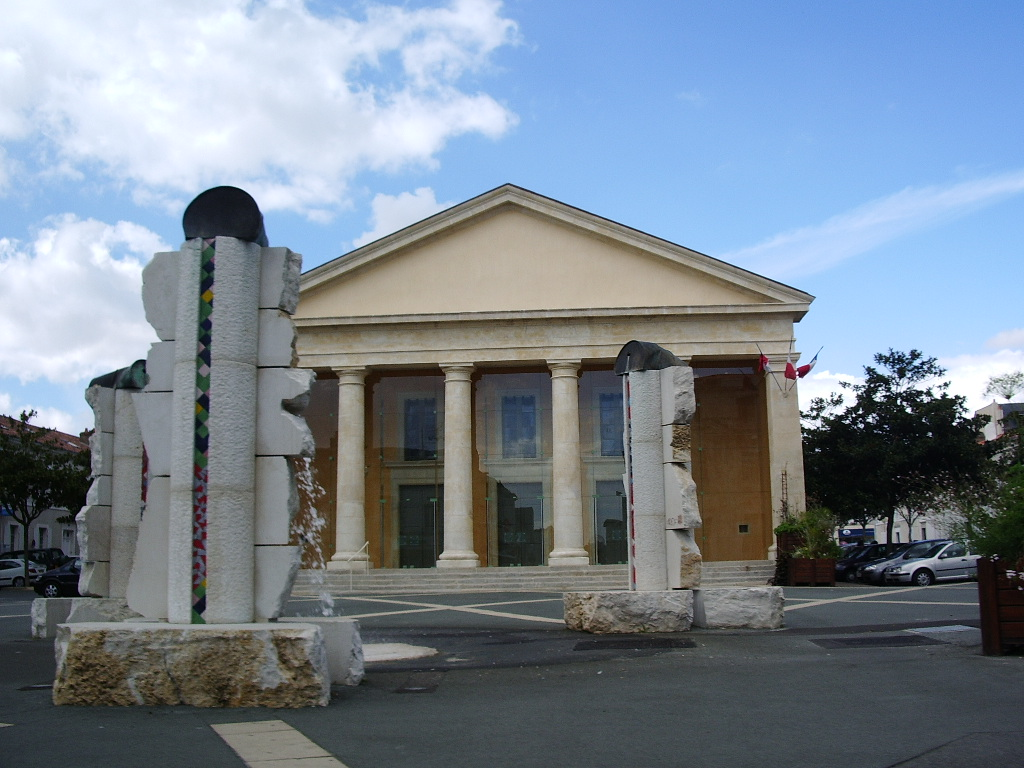
Théâtre néo-classique
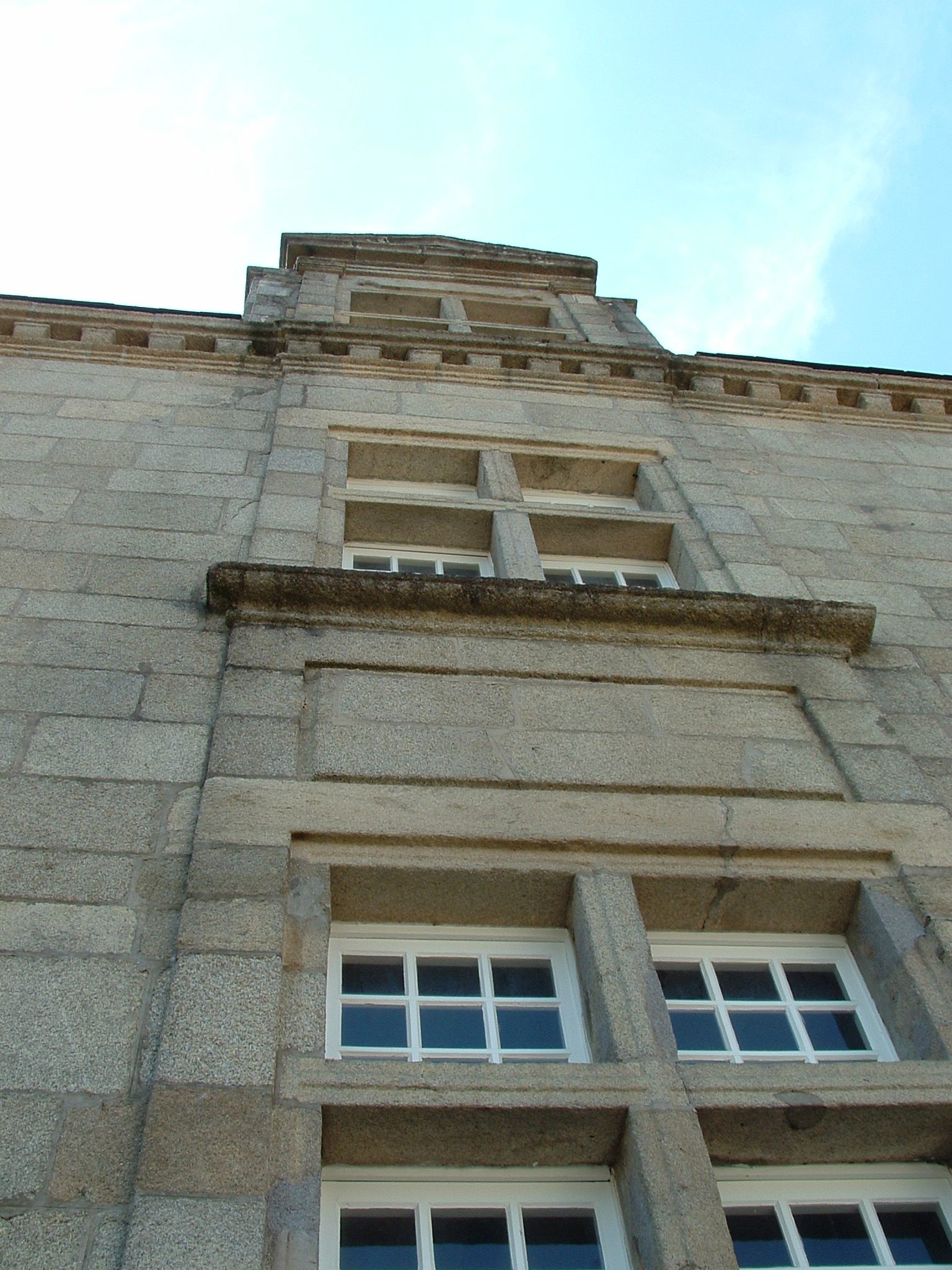
Maison Renaissance dans l'ancien bourg de La Roche-sur-Yon
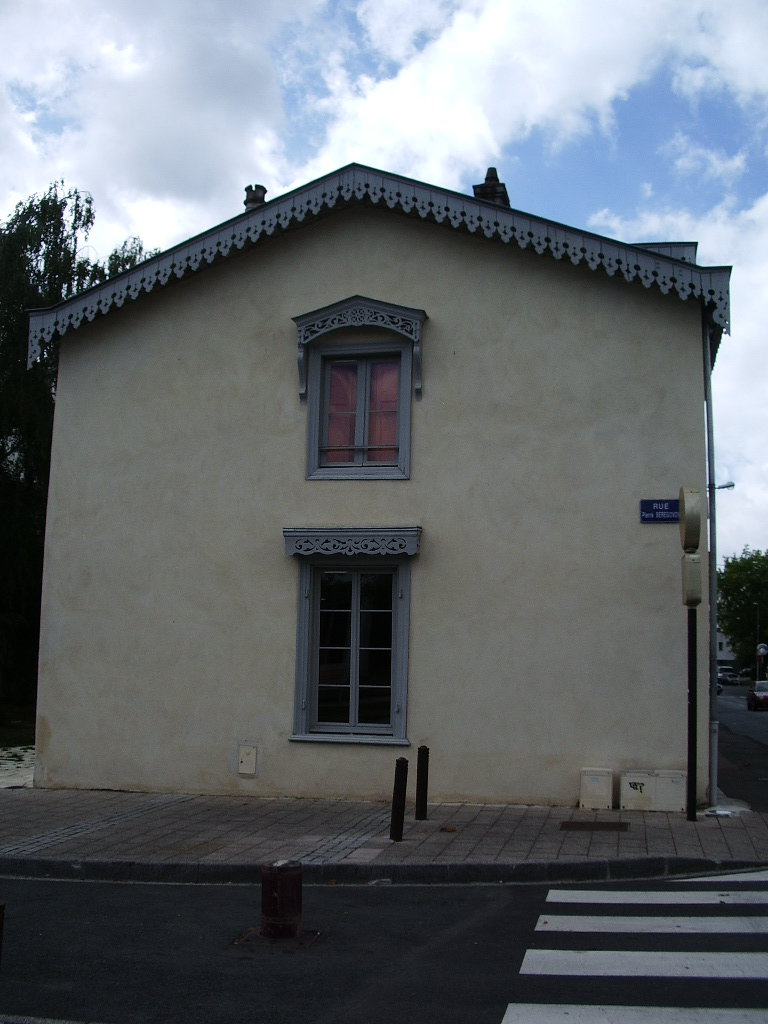
La "Maison Gueffier", dernier exemple de construction en pisé à La Roche-sur-Yon